# Halbinsel von Sorrent
Die Halbinsel von Sorrent (auch sorrentinische Halbinsel, italienisch Penisola sorrentina) ist eine Halbinsel am Mittelmeer in der Region Kampanien in Italien. Sie ist nach ihrem größten Hauptort, Sorrent, benannt und befindet sich zwischen dem Golf von Neapel und dem Golf von Salerno. Westlich der Halbinsel im tyrrhenischen Meer befindet sich die Insel Capri.

## Wirtschaft
Traditionell wird die Halbinsel landwirtschaftlich genutzt; es werden unter anderem Zitronen, Orangen, Wein und Oliven angebaut.
Der Tourismus bildet die Haupteinnahmequelle der Halbinsel. Wegen der abwechslungsreichen Landschaft mit Bergen, Tälern und Steilklippen ist sie bei Wanderern sehr beliebt. Wegen der Steilküste sind Sandstrände kaum zu finden.

### Weinbau
Unter dem Namen Penisola Sorrentina DOC werden weiße und rote Verschnittweine (Cuvées) sowie Perlweine (Frizzante) erzeugt, die seit 1994 eine „kontrollierte Herkunftsbezeichnung“ (Denominazione di origine controllata – DOC) besitzen, die zuletzt am 7. März 2014 aktualisiert wurde. Die Weine dürfen in folgenden Gemeinden angebaut und vinifiziert werden: Gragnano, Pimonte, Lettere, Casola di Napoli Sorrent, Piano di Sorrento, Meta, Sant’Agnello, Massa Lubrense, Vico Equense, Agerola sowie in Teilen der Gemeinden von Sant’Antonio Abate und Castellammare di Stabia. Es gibt auf der Halbinsel drei Unterzonen (sottozone): „Sorrento“, „Gragnano“ und „Lettere“.
- Der Weißwein muss zu mindestens 60 % aus den Rebsorten Falanghina und/oder Biancolella und/oder Greco Bianco bestehen, wobei Falanghina zu mindestens 40 % enthalten sein muss. Höchstens 40 % andere weiße Rebsorten, die für den Anbau in der Metropolitanstadt Neapel zugelassen sind, dürfen zugesetzt werden.
- Der Rotwein (auch als Frizzante) muss zu mindestens 60 % aus den Rebsorten Piedirosso und/oder Sciascinoso und/oder Aglianico bestehen, wobei Piedirosso zu mindestens 40 % enthalten sein muss. Höchstens 40 % andere rote Rebsorten, die für den Anbau in der Metropolitanstadt Neapel zugelassen sind, dürfen zugesetzt werden.

## Orte
Zur Halbinsel gehören die Orte Castellammare di Stabia (teilweise), Vico Equense, Meta, Piano di Sorrento, Sant’Agnello, Sorrent, Massa Lubrense sowie an der Südküste Positano, Agerola und Amalfi.